# Kuala Lama
Kuala Lama is een bestuurslaag in het regentschap Serdang Bedagai van de provincie Noord-Sumatra, Indonesië. Kuala Lama telt 4377 inwoners (volkstelling 2010).